# 鹿島忠
鹿島 忠（かしま ただし、1961年10月7日 - ）は、鹿児島県薩摩川内市出身の元プロ野球選手（投手）・コーチ、解説者・評論家。

## 経歴
愛知県名古屋市で生まれ、小学6年生1学期までは大阪府門真市で暮らす。
鹿児島実業高時代は夏の甲子園にエースとして2年連続出場を果たし、2年次の1978年は夏の1回戦で静岡高に3-4で惜敗。3年次の1979年も夏の1回戦で相可高に2-4で敗退。高校の1年上に定岡徹久、同期に栄村忠広がいた。
高校卒業後は1980年に鹿児島鉄道管理局へ入社し、エースとして活躍。この時のチームメートに西村徳文（寮で同室）、森田芳彦がいた。
1982年のドラフト1位で中日ドラゴンズに入団。当初は本格派右腕投手として期待された。
1983年は一軍の打撃投手扱いに終わった。
1986年には9試合に先発して3勝を記録。
1987年は伸び悩み、星野仙一新監督に二軍行きを命じられる。
1988年からは中継ぎとして起用され、同年のリーグ優勝に貢献。西武との日本シリーズでは3試合にリリーフとして登板し、その後も安定した投球を買われ、右の重要な中継ぎとして息長く活躍。球団歴代10位となる405試合に登板。
1996年限りで現役を引退。
引退後はテレビ愛知・東海ラジオ野球解説者・中日スポーツ野球評論家（1997年 - 2000年）を経て、中日で一軍投手コーチ（2001年 - 2002年）→二軍投手コーチ（2003年）を務めた。中日退団後は2度目の東海ラジオ野球解説者・中日スポーツ野球評論家（2004年）を経て、楽天で二軍投手コーチ（2005年）→一軍投手コーチ（2006年）を務めた。楽天コーチ時代、ベンチで野村克也監督の近くに座ることが多かったことから、試合中のぼやきを耳にすることが多かった。コーチ退任直後のラジオ番組に出演した際、楽天コーチ時代の話をする場合、野村の声帯模写をすることが多かった。
2007年からは東海テレビ・東海ラジオ野球解説者（2022年まで）を務め、2011年のみ本数契約扱いでテレビ愛知の野球解説も担当。
2015年4月からは母校・鹿実の臨時コーチも務め、月1回程度の指導をしている。
現在は社会人野球クラブチームの矢場とんブースターズの外部コーチを務める。

## エピソード
1990年5月24日のナゴヤ球場での中日対巨人戦で、バンス・ローへの槙原寛己の危険投球に抗議していた星野仙一監督が、当時巨人のコーチだった松原誠のヤジに激怒したことが発端となり、乱闘に発展した。この時無関係な中日のベニー・ディステファーノが大暴れし、当事者ではないのに1人だけ退場となった。1度目の乱闘では、星野に詰め寄った巨人の水野雄仁が星野の張り手で顔面を殴打されている。この試合でその後鹿島がクロマティの頭部付近に投球し、もう1度乱闘が発生している。鹿島は危険投球で退場処分となったがこの時もベンチに下がる際にクロマティをにらみながら頭を指差す仕草をしていた。横浜大洋ホエールズベンチでは「ヒットマン」と呼ばれていた。岡田彰布（阪神）には相性が悪く、痛打を食らうことが多かった。

## 詳細情報

### 年度別投手成績
| 年 度      | 球 団      | 登 板 | 先 発 | 完 投 | 完 封 | 無 四 球 | 勝 利 | 敗 戦 | セ 丨 ブ | ホ 丨 ル ド | 勝 率 | 打 者 | 投 球 回 | 被 安 打 | 被 本 塁 打 | 与 四 球 | 敬 遠 | 与 死 球 | 奪 三 振 | 暴 投 | ボ 丨 ク | 失 点 | 自 責 点 | 防 御 率 | W H I P |
| ---------- | ---------- | ----- | ----- | ----- | ----- | -------- | ----- | ----- | -------- | ----------- | ----- | ----- | -------- | -------- | ----------- | -------- | ----- | -------- | -------- | ----- | -------- | ----- | -------- | -------- | ------- |
| 1984       | 中日       | 7     | 0     | 0     | 0     | 0        | 0     | 1     | 0        | --          | .000  | 60    | 14.0     | 15       | 0           | 7        | 0     | 0        | 8        | 0     | 0        | 7     | 4        | 2.57     | 1.57    |
| 1985       | 中日       | 41    | 4     | 0     | 0     | 0        | 2     | 3     | 2        | --          | .400  | 358   | 76.2     | 96       | 8           | 41       | 5     | 1        | 39       | 2     | 0        | 47    | 42       | 4.93     | 1.79    |
| 1986       | 中日       | 24    | 9     | 1     | 1     | 0        | 3     | 4     | 0        | --          | .429  | 334   | 78.1     | 84       | 16          | 22       | 2     | 3        | 53       | 3     | 1        | 43    | 40       | 4.60     | 1.35    |
| 1987       | 中日       | 13    | 3     | 0     | 0     | 0        | 1     | 2     | 1        | --          | .333  | 125   | 27.1     | 28       | 6           | 16       | 1     | 1        | 21       | 2     | 0        | 21    | 20       | 6.59     | 1.61    |
| 1988       | 中日       | 44    | 0     | 0     | 0     | 0        | 3     | 2     | 0        | --          | .600  | 321   | 73.2     | 72       | 6           | 35       | 2     | 1        | 55       | 4     | 0        | 32    | 30       | 3.67     | 1.45    |
| 1989       | 中日       | 54    | 0     | 0     | 0     | 0        | 9     | 3     | 0        | --          | .750  | 436   | 105.2    | 75       | 10          | 46       | 7     | 6        | 97       | 2     | 0        | 31    | 30       | 2.56     | 1.15    |
| 1990       | 中日       | 45    | 0     | 0     | 0     | 0        | 7     | 4     | 0        | --          | .636  | 353   | 77.2     | 80       | 6           | 41       | 7     | 7        | 55       | 4     | 0        | 26    | 25       | 2.90     | 1.56    |
| 1991       | 中日       | 19    | 0     | 0     | 0     | 0        | 0     | 0     | 0        | --          | ----  | 127   | 28.0     | 30       | 2           | 17       | 2     | 1        | 16       | 4     | 0        | 21    | 20       | 6.43     | 1.68    |
| 1992       | 中日       | 38    | 1     | 0     | 0     | 0        | 3     | 1     | 6        | --          | .750  | 249   | 57.2     | 51       | 8           | 24       | 2     | 3        | 49       | 3     | 0        | 19    | 18       | 2.81     | 1.30    |
| 1993       | 中日       | 57    | 0     | 0     | 0     | 0        | 3     | 5     | 2        | --          | .375  | 297   | 70.0     | 55       | 7           | 41       | 8     | 1        | 53       | 4     | 0        | 28    | 27       | 3.47     | 1.37    |
| 1994       | 中日       | 23    | 0     | 0     | 0     | 0        | 2     | 1     | 3        | --          | .667  | 109   | 24.0     | 28       | 4           | 14       | 1     | 1        | 17       | 2     | 0        | 14    | 13       | 4.88     | 1.75    |
| 1995       | 中日       | 31    | 0     | 0     | 0     | 0        | 3     | 1     | 0        | --          | .750  | 189   | 42.0     | 37       | 3           | 33       | 5     | 1        | 30       | 6     | 0        | 22    | 22       | 4.71     | 1.67    |
| 1996       | 中日       | 9     | 0     | 0     | 0     | 0        | 0     | 1     | 0        | --          | .000  | 59    | 13.0     | 15       | 4           | 6        | 0     | 0        | 3        | 1     | 0        | 11    | 11       | 7.62     | 1.62    |
| 通算：13年 | 通算：13年 | 405   | 17    | 1     | 1     | 0        | 36    | 28    | 14       | --          | .563  | 3017  | 688.0    | 666      | 80          | 343      | 42    | 26       | 496      | 37    | 1        | 322   | 302      | 3.95     | 1.47    |

- 各年度の太字はリーグ最高

### 記録
- 初登板：1984年4月8日、広島東洋カープ戦（広島市民球場）、初回無死から登板、6回2/3を2失点で敗戦投手
- 初勝利：1985年5月1日、横浜大洋ホエールズ戦（浜松）、6回から救援登板、3回無失点
- 初セーブ：1985年6月15日、ヤクルトスワローズ戦（ナゴヤ球場）、8回2死から救援登板・完了、1回1/3無失点
- 初完投・初完封：1986年8月28日、横浜大洋ホエールズ戦（横浜スタジアム）、被安打6 奪三振8 四死球3

### 背番号
- 18 （1983年 - 1996年）
- 73 （2001年 - 2003年、2005年 - 2006年）

## 関連情報

### 出演
現在
- 東海ラジオ ガッツナイター
- 野球道 (フジテレビ系列)（地上波は東海テレビ・三重テレビのローカル中継〔まれに対戦相手の地元局へのネットあり〕のみ出演しているため、対巨人戦はBSフジ・フジテレビワンツーネクストへの裏送り中継が中心となる）
- 三重テレビナイター（東海テレビ制作担当分のみ）
- J SPORTS STADIUM（東海テレビ制作担当分のみ）
- 燃えドラ!スタジアム（スターキャット・ケーブルネットワーク）
- 貝沼建設（ガッツナイター限定。2011年 - 。同じ東海ラジオ野球解説者の宇野勝も出演している（共演はしていない）。CBCラジオ版はCBC解説者の小松辰雄が出演）
- テレビ愛知　10チャンベースボール（2011年-、本数契約）
- スカイ・Aスタジアムウエスタン・リーグ中継（ナゴヤ球場開催の阪神戦）（2012年 - ）

過去
- ドラゴンズ&グランパスの焦点・ドラゴンズ戦中継など（テレビ愛知解説者時代）
- ドラゴンズHOTスタジオ